# 百済清貞
百済 清貞（くだら の きよさだ、生没年不詳）は、平安時代前期の官人。氏姓は飛鳥戸（飛鳥部）造のち百済宿禰。

## 経歴
右京の人。貞観5年（863年）10月、陰陽少属従六位上で飛鳥戸有雄らとともに百済宿禰に改賜姓される。他の事績は不明。

## 官歴
『日本三代実録』による。
- 時期不詳：従六位上。陰陽少属
- 貞観5年（863年）10月11日：飛鳥戸造から百済宿禰に改賜姓